# Svitle, Tokmak
Svitle (în ucraineană Світле, în germană Alexanderwohl) este un sat în comuna Balkove din raionul Tokmak, regiunea Zaporijjea, Ucraina. Satul a fost locuit de germanii pontici.   

## Demografie
Componența lingvistică a localității Svitle
     Ucraineană (98,58%)
     Rusă (1,42%)
Conform recensământului din 2001, majoritatea populației localității Svitle era vorbitoare de ucraineană (98,58%), existând în minoritate și vorbitori de rusă (1,42%).